# Elisabeth Niederer
Elisabeth Niederer (* 13. Mai 1960 in Zürich) ist eine Schweizer Schauspielerin.

## Leben
Ihre schauspielerische Ausbildung erhielt Elisabeth Niederer von 1979 bis 1983 an der Hochschule der Künste in Berlin. Seitdem gastierte sie an zahlreichen Bühnen in Deutschland, Österreich und der Schweiz, so am Bayerischen Staatsschauspiel in München, bei den Luisenburg-Festspielen in Wunsiedel, am Landestheater Coburg, am Stadttheater Chur oder dem Zürcher Projekt Theater Vertigo. Bekannte Stücke unter ihrer Mitwirkung waren unter anderem Der Menschenfeind nach Molière, Leben des Galilei von Bertolt Brecht, Wallenstein und Die Jungfrau von Orleans von Friedrich Schiller oder Georg Büchners Komödie Leonce und Lena.
Daneben arbeitet Elisabeth Niederer seit den 1980er Jahren auch umfangreich für Film und Fernsehen. Im Kino konnte sie man in verschiedenen Schweizer Produktionen sehen, beispielsweise in Aus heiterem Himmel, Usfahrt – Joy Ride, dem 2005 für den Schweizer Filmpreis nominierten Streifen Sternenberg oder 2019 als Mutter im Film Wir Eltern von Ruth Schweikert und Eric Bergkraut. In einer Folge der Weißblauen Geschichten spielte sie 1983 zum ersten Mal im Fernsehen, weitere Gastrollen hatte sie in Serien wie Heidi und Erni, den Rosenheim-Cops, Vater wider Willen oder SOKO 5113. Große Popularität erreichte sie auch zwischen 2000 und 2002 durch ihre Mitwirkung in 51 Folgen der ZDF-Serie Samt und Seide. 1993 und 2014 war sie in zwei Tatort-Folgen zu sehen.
Elisabeth Niederer lebt in München.

## Filmografie (Auswahl)
- 1983: Weißblaue Geschichten
- 1984: Déjà vu oder Die gebändigte Geliebte
- 1990: Heidi und Erni – Damenbesuch
- 1992: Mit List und Krücke – Der Bräutigam
- 1992: Mit List und Krücke – Der Test
- 1992: Aus heiterem Himmel
- 1993: Tatort – Gehirnwäsche
- 1994: Happy Holiday – Die Autopanne
- 1995: Ein klarer Fall
- 1997: Felix – Ein Freund fürs Leben
- 1998: Der Bulle von Tölz: Tod eines Strohmanns
- 1998: Stadtklinik (3 Folgen als Anke Lorentz)
- 1998: Vater wider Willen
- 1999: In aller Freundschaft – Hoffnungen
- 1999: Im Namen des Gesetzes – Doppelmord
- 1999: Siska – Rehen in Wimbledon
- 2000: SOKO 5113 – Eine Nummer zu groß
- 2000: Usfahrt – Joy Ride
- 2000–2002: Samt und Seide (51 Folgen als Sylvia Althofer)
- 2001: Powder Park (4 Folgen als Anke Lindner)
- 2002: Um Himmels Willen – Mädchen am Abgrund
- 2002: In aller Freundschaft – Folge 141: Leise Zweifel
- 2003: SOKO 5113 – Seitensprünge
- 2004: Der Alte – Folge 298: Du sollst nicht töten
- 2005: Scharf wie Chili
- 2005: Die Rosenheim-Cops – Bettgeflüster
- 2005: Sternenberg
- 2006: Die Wolke
- 2006: Auf ewig und einen Tag
- 2007: SOKO 5113 – High Society
- 2007: Der Alte – Folge 316: Tag der Rache
- 2014: Tatort – Winternebel
- 2015: Der Alte – Unstillbare Gier
- 2015: Ellas Entscheidung
- 2016: Lina
- 2017: Kommissarin Lucas – Familiengeheimnis
- 2019: Beck is back! – Tod den Tyrannen
- 2019: Wir Eltern (Kinofilm)
- 2020: SOKO Wismar – Breifrei statt Bierschinken
- 2022: Der Zürich-Krimi – Borchert und die dunklen Schatten
- 2023: SOKO Wismar – Bauernsterben
- 2025: In aller Freundschaft – Die jungen Ärzte – Weiterziehen